# Prostatectomia
La prostatectomia, en medicina, fa referència a l'extirpació de la pròstata i, en certs casos, teixits propers aquesta. Aquest tipus de cirurgia està indicada en el pel càncer de pròstata i altres afeccions i trastorns urinaris i renals. Aquesta pot ser simple o radical.
El càncer de pròstata és un dels càncers amb més incidència a escala mundial. Així i tot, a la Unió Europea i a Espanya aquest es troba en el primer lloc. La incidència ha anat incrementant des dels anys 90. Això, suposa un increment de les prostatectomies.

## Indicacions
La prostatectomia simple i radical tenen intervencions diferents. La primera es pot realitzar en casos de retenció urinària, infeccions orina recurrents, sagnat, lesió als ronyons i micció lenta. Per altra banda, la radical està indicada en casos de càncer de pròstata.

## Tipus de prostatectomia
La prostatectomia pot ser simple o radical, segons l'afectació i la disseminació del càncer. L'anestèsia pot ser general o epidural.

### Prostatectomia simple
Els uròlegs solen dur a terme prostatectomies simples només per a condicions benignes.
Es realitza l'extirpació de la part interna de la glàndula. Aquesta intervenció pot tenir una durada de 2 a 4 hores aproximadament, segons cada cas i de forma individualitzada.
Aquesta intervenció consisteix a fer una incisió a la part inferior de l'abdomen i extreure la part de la glàndula prostàtica per aquesta incisió.

### Prostatectomia radical
Els uròlegs la utilitzen quan hi ha càncer de pròstata.
Aquesta fa referència a l'extirpació tota de la glàndula prostàtica, les vesícules seminals i els conductes deferents. Aquesta intervenció pot durar entre 3 i 4 hores, sempre individualitzada a la persona.
En aquest cas, hi ha diferents tipus de prostatectomia radical segons el procediment i zona d'incisió. Aquests són:

#### Laparoscòpia
Procediment que consisteix a fer petites incisions a la part abdominal i, mitjançant, la introducció d'una sonda amb una càmera. Abans de la intervenció s'infla la cavitat abdominal amb aire per poder treballar millor.
Aquest tipus d'intervenció té avantatges envers la laparotomia. Per exemple, menys dolor, menys pèrdua de sang i una recuperació més ràpida i senzilla.

#### Cirurgia robòtica
A vegades la intervenció quirúrgica es duu a terme amb tecnologia avançada. No són recursos disponibles a tots els hospitals i centres sanitaris.

#### Retropúbica
Procediment que consisteix a fer la incisió a la part inferior de llombrígol.

#### Perineal
Aquest tipus d'intervenció és més difícil de dur a terme. La incisió es fa a la zona de l'anus, es perd menys sang però el cirurgia té més dificultat per treballar.

## Riscos de la intervenció
Tot tipus d'intervenció té uns riscos i possibles complicacions associades. No totes les persones tenen aquestes complicacions o situacions a posteriori. Cada cas i situació és diferent.
Alguns dels riscos poden ser: impotència, incontinència urinària, incontinència fecal, estenosi uretral o lesió de l'anus. Les complicacions generals de la intervenció són com la resta, risc d'infecció sagnat i dolor.